# Белоусова, Вера Михайловна
Вера Михайловна Белоусова (до замужества Алексеева; 5 апреля 1940, Ленинград — 30 декабря 2024, Санкт-Петербург) — советская спортсменка, трёхкратная чемпионка СССР (1963—1965) и чемпионка Европы (1963) по академической гребле. Мастер спорта СССР международного класса (1965).

## Биография
Родилась 5 апреля 1940 года в Ленинграде. Начала заниматься академической греблей в возрасте 16 лет, выступала за спортивное общество «Спартак», тренировалась под руководством Кирилла Птицына.
Наиболее значимых результатов добивалась в середине 1960-х годов, когда трижды побеждала на чемпионатах СССР в классе четвёрок парных с рулевыми. В тот же период времени входила в состав сборной страны, в 1963 году завоевала золотую медаль чемпионата Европы в Москве, в 1964 и 1965 годах становилась серебряным призёром чемпионатов Европы.
Окончила Ленинградский электромеханический техникум (1961) и Ленинградский механический институт (1978). После завершения спортивной карьеры занималась преподавательской деятельностью в общеобразовательных и средних специальных учебных заведениях, а также на кафедре биомеханики НГУ им. П. Ф. Лесгафта (2000—2014).
Умерла 30 декабря 2024 года в Санкт-Петербурге. Похоронена на кладбище Памяти жертв 9-го января.